# HAT-P-11b
HAT-P-11b (ou Kepler-3b) é um exoplaneta que orbita a estrela HAT-P-11. Este planeta foi descoberto pelo método de trânsito e submetido à publicação em 2 de janeiro de 2009.
Este planeta está localizado a aproximadamente 122 anos-luz de distância da Terra na constelação de Cygnus, orbitando a estrela HAT-P-11 de magnitude 9 de classe K. Este planeta foi o menor planeta em trânsito conhecido quando descoberto pela primeira vez, com um raio de cerca de 5 vezes o da Terra; mas é mais massivo do que Gliese 436 bque tem uma massa de 26 vezes o da Terra. Este planeta orbita sobre a mesma distância da estrela 51 Pegasi b, como é de 51 Pegasi, típico de planetas em trânsito. No entanto, a órbita deste planeta é excêntrico, em torno de 0.198, excepcionalmente alta para Netunos quentes. A órbita de HAT-P-11b é também altamente inclinado, com uma inclinação de cerca de 103° em relação à rotação de sua estrela.
O sistema de HAT-P-11 esta dentro do campo de visão da sonda espacial Kepler.
Sua velocidade radial está à deriva e isso pode ser resultado de um planeta ainda não descoberto no sistema.
O planeta se encaixa aos modelos em 90% elementos pesados. Temperatura esperada é de 878 ± 15 K. Temperatura atual prevista a espera de cálculos de trânsito secundário.